# Diego Francesco Carlone

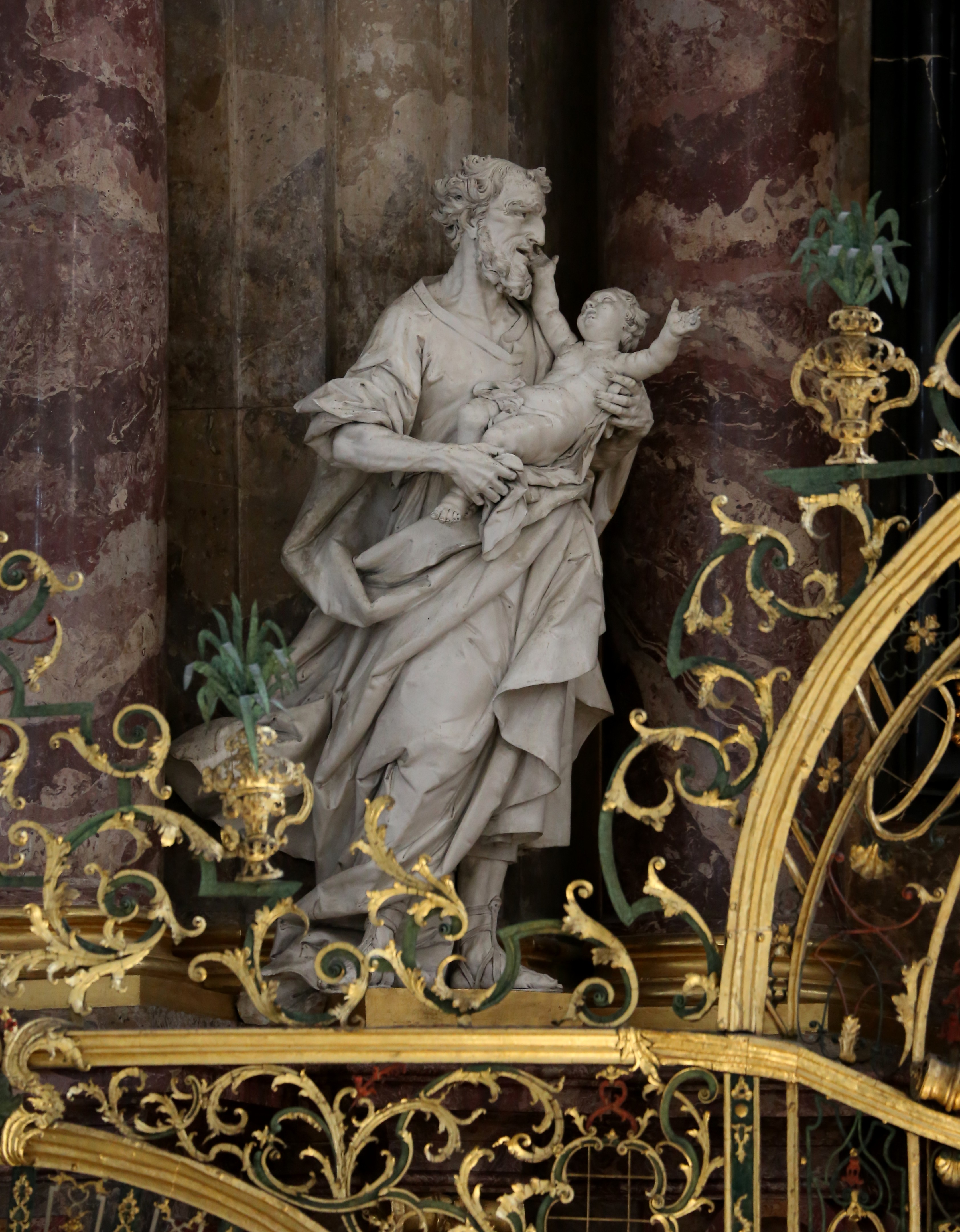
Diego Francesco Carlone: Figur am Hochaltar der Basilika Sankt Martin, Weingarten

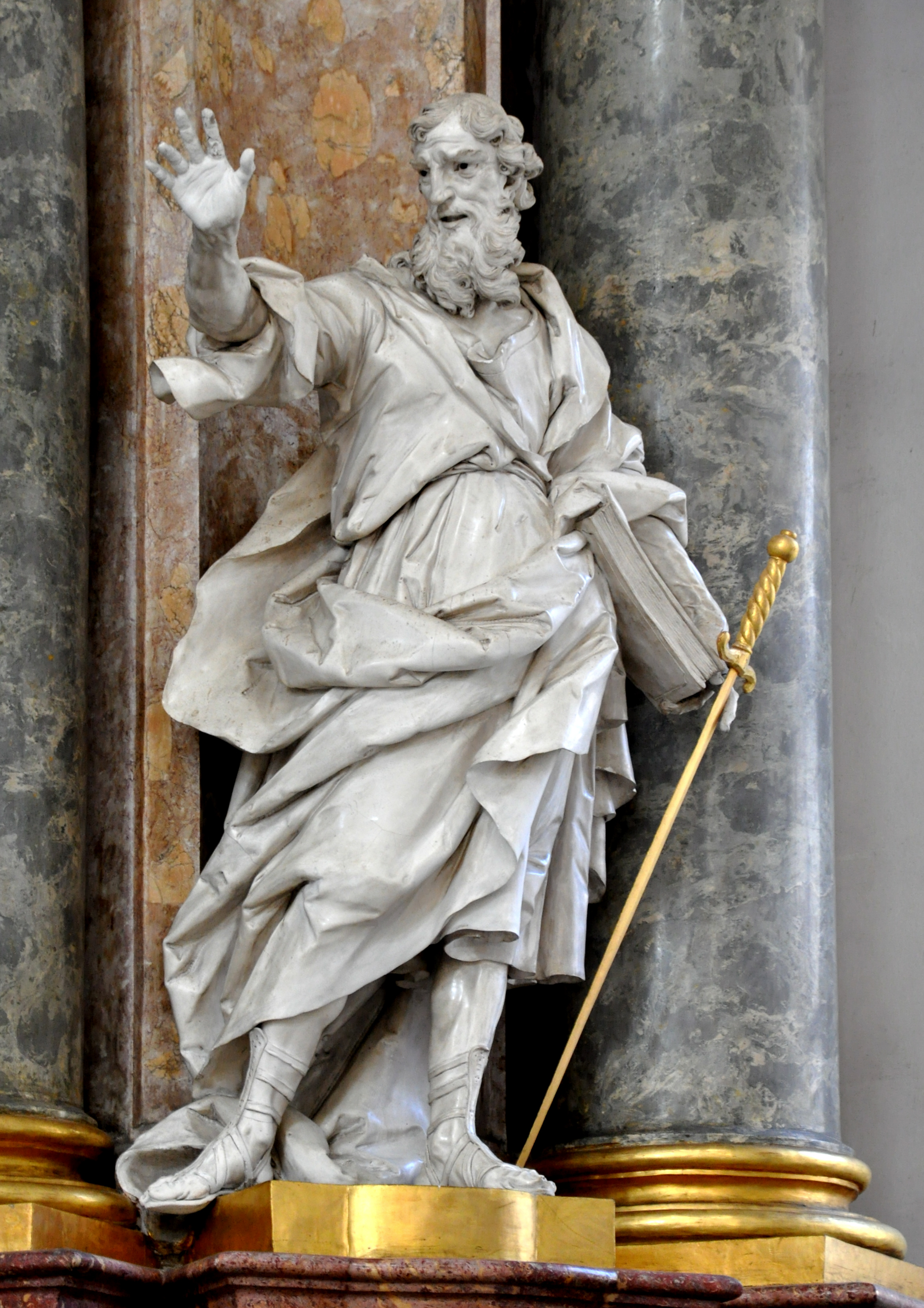
Diego Francesco Carlone: Statue des Heiligen Paulus, Kreuzigungsaltar Basilika Sankt Martin, Weingarten

Diego Francesco Carlone (* 1674 in Scaria; † 25. Juni 1750 ebenda) war ein italienischer Stuckateur aus der Künstlerfamilie Carlone.

## Leben
Diego Francesco Carlone wurde 1674 als drittes von acht Kindern des Stuckateurs Giovanni Battista Carlone und dessen Ehefrau Taddea Maddalena Allio geboren. Er ging bei seinem Vater in die Lehre, deren Werkstatt vom Großvater Pietro Francesco bei der Dombaustelle in Passau.
Um 1694 ging er auf Wanderschaft, zu einem Studienaufenthalt findet er sich in Rom ein. 1695 wechselt die Werkstatt der Carlone und Allio in die Oberpfalz. Diego Francesco Carlone und sein Cousin Paolo d’Allio arbeiteten in Amberg. Die fruchtbare Zusammenarbeit der beiden hielt dabei auch in den nächsten Jahrzehnten an. 1704 heiratete Diego Francesco Carlone in seinem Heimatort Maria Francesca Allio. Das Paar bekam fünf Kinder.
1701 übernahm Carlone die Leitung der Werkstatt. Bis 1714 war Carlone vor allem in Österreich tätig, danach im süddeutschen Raum. Carlone konzentrierte sich vor allem auf die Entwürfe und überließ die Ausführung von Dekorationsformen spezialisierten Mitarbeitern. Die Figuren wurden vor allem mit Modeln ausgeformt. Erst die letzte Überarbeitung der rohen Stuckfiguren übernahm der Meister selbst und entwickelte hier seinen eigenen Stil. Den Großteil seines Œuvres bilden überlebensgroße Gewandfiguren, die fast ausschließlich in Weiß gehalten waren und deren Attribute er häufig vergolden ließ. Außerdem fertigte Carlone zahlreiche gerahmte Figurenreliefs, wobei er auch für seine vor allem florale Stuckornamentik bekannt ist. Gelegentlich führte Carlones Werkstatt auch fremde Entwürfe aus, wie etwa die von Johann Bernhard Fischer von Erlach bei der Salzburger Kollegienkirche oder in Schloss Kleßheim.
Carlone starb 1750 in seinem Geburtsort Scaria, wo er noch kurz vor seinem Tode für seine Heimatkirche über 40 Figuren schuf.

## Werke

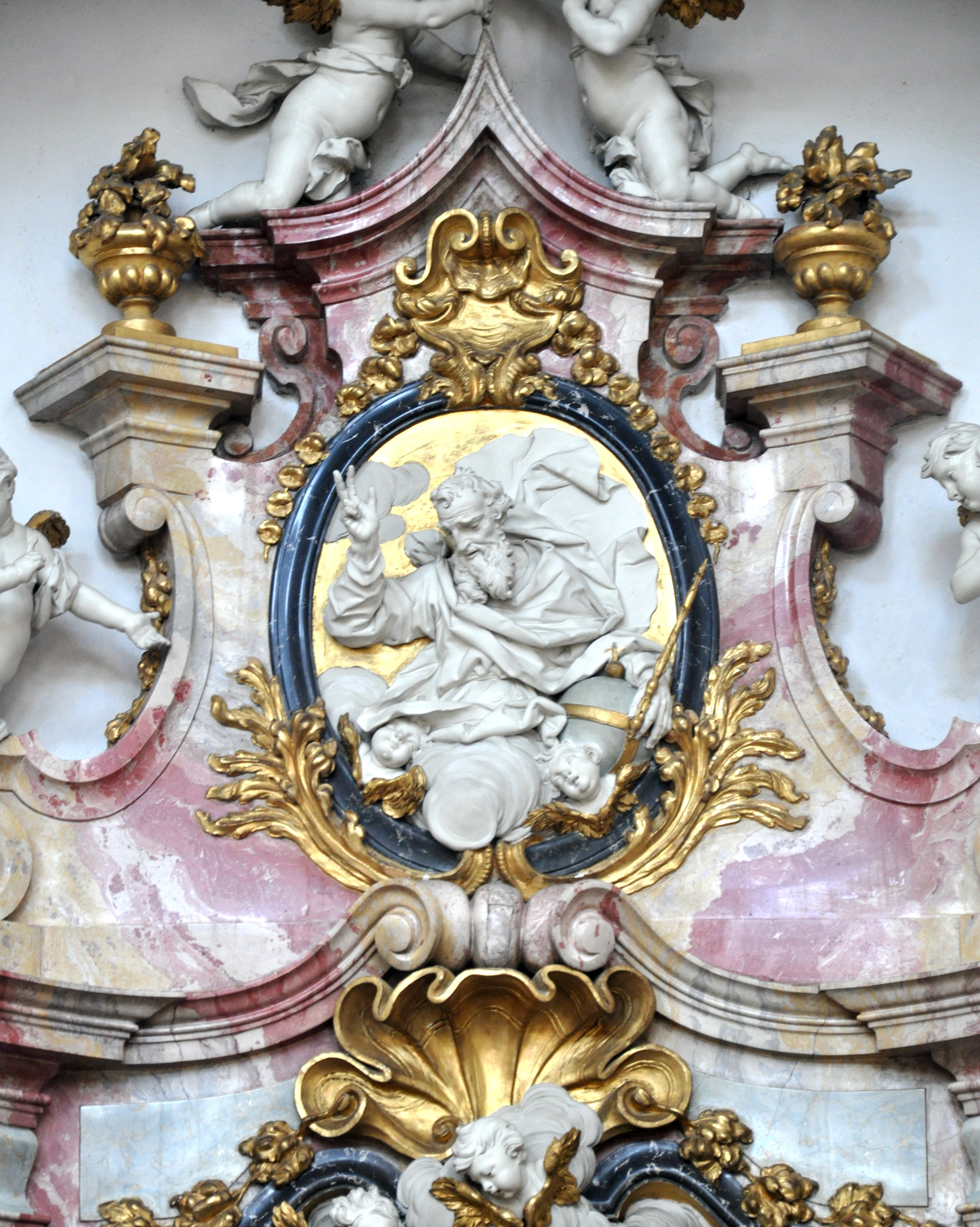
Diego Francesco Carlone: Gottvater. Muttergottesaltar, Weingarten.

### Österreich
- Sankt Florian bei Linz, Oberösterreich, Augustiner-Chorherrenstift, Kaiserzimmer und Prälatenkapelle: Von Diego Carlone stammen die lebensgroßen Stuckstatuen.
- Kremsmünster, Oberösterreich, südöstlich von Wels, an der Krems, Benediktinerstift, Kaisersaal: Die Stuckierung des Kaisersaales erfolgte erst 1719.
- Lambach, Oberösterreich, südwestlich von Wels, an der Traun, Benediktinerstift,
  - Stiftskirche Mariä Himmelfahrt, Hochaltar: Die Dreifaltigkeitsgruppe mit Engeln und Gewölk aus Stuck schufen Paolo d’Allio und Diego Francesco Carlone.
  - Klostergebäude, Neuer Konvent, Stuckierung des Ambulatoriums (1707–1709) und des Sommerrefektoriums
- Linz, Landstraße, Karmeliterkirche zum hl. Josef: Als Stuckateure sind Diego Francesco Carlone und Paolo d’Allio überliefert.
- Salzburg
  - Universitätsplatz, Kollegienkirche: Der Stuck wurde nach Johann Bernhard Fischer von Erlachs Entwürfen von Diego Francesco Carlone und Paolo d’Allio angefertigt.
  - Schloss Kleßheim, Festräume: Die Stuckierung wurde von Paolo d’Allio und Diego Francesco Carlone geschaffen.

### Deutschland
- Weingarten, Baden-Württemberg, Benediktinerkloster, Basilika, Figurenwerk der großen Altäre (Hochaltar und Querschiffaltäre):
  - Die Stuckfiguren von Petrus und Paulus am Hochaltar.
  - Die Stuckfiguren des Hl. Joachim und der Hl. Anna beim südlichen Querschiffaltar, dessen Altarblatt die Kreuzabnahme von Carlo Carlone zeigt. Diese Altarfiguren stellen sein Hauptwerk dar. Sie stammen aus der Zeit von 1723 bis 1725.
- Ansbach, Bayern, Mittelfranken, Residenz:
  - Die elegante Stuckzier des Großen Saales wurde von 1736 bis 1740 geschaffen.
  - Die Stuckarbeiten der markgräflichen Wohnung stammen aus der Zeit von 1736 bis 1740.
- Ellwangen, östliches Baden-Württemberg, bei Aalen, ehem. Stiftskirche: Die Barockisierung der romanischen Stiftskirche erfolgte durch den von Schloss Ludwigsburg kommenden Architekten Donato Retti von 1737 bis 1740; ihm assistierten Diego Carlone und Emanuele Pighini. Zurückhaltend verwendet die Stuckornamentik nur Bandwerk, Gitter und Kartuschen. Emanuele Pighini aus Laino schuf die Konsolfiguren an den Pfeilern des Langhauses: Apostel, Evangelisten und Salvator mundi, wahrscheinlich nach Entwürfen von Diego Carlone.
- Ludwigsburg, Baden-Württemberg, nördlich von Stuttgart, Residenzschloss Ludwigsburg:
  - Neues Corps de Logis, ovales Vestibül, die Hermenfiguren der Treppenhäuser.
  - Hofkirche: Die figürlichen Stuckarbeiten in der Hofkirche teilten sich Diego Carlone und Adolf Caspar Seefried. Die Figuren von David und Salomo am Hochaltar schuf Diego Carlone.
- Passau, Studienkirche St. Michael, ehem. Jesuitenkirche (unweit Kloster Niedernburg): Die Figuren des Altars. (Das Altarblatt mit dem Engelsturz stammt auch von einem Carlone. Es entstand wesentlich später als die Kirche.)
- Amberg, Bayern, Oberpfalz, Wallfahrtskirche Mariahilf: Die Figuren entstanden 1701 und 1717.

### Schweiz
- Einsiedeln, Schweiz, Wallfahrtskirche: Von 1730 bis 1743 schuf Diego Francesco Carlone 16 Statuen, die allegorischen Verzierungen der acht alten Altäre im Hauptschiff, sowie die beiden Grabdenkmäler über der Gruft der Fürstäbte.